# 찰스 케이 오그던
찰스 케이 오그던(영어: Charles Kay Ogden, 1889년 6월 1일 ~ 1957년 3월 21일)은 영국의 언어학자, 철학자, 작가이다. 여러 분야에 능통한 박학가이자 기인이었다고 전해진다. 잡지 《케임브리지 메거진》을 창간하였다. 영어를 통제되는 국제보조어로 만들기 위한 쉬운 영어를 제안한 것으로도 유명하다.

## 생애
1889년, 영국의 랭커셔주의 플리트우드(Fleetwood)에서 태어났다. 1908년부터 케임브리지 모들린 칼리지에서 서양고전학을 공부하였고, 언어교육에 관심을 보여 이에 대한 연구를 위해 유럽 대륙에 방문하기도 했다. 그가 학부생이던 1912년, 오그던은 《케임브리지 매거진》이라는 잡지를 창간하였으며, 이 잡지는 1922년까지 출간되었다. 1915년 문학 석사를 취득한 오그던은 이후 런던에서 출판사 편집자로 일하며 심리학 전문 잡지 《프시케》(Psyche, 영어에서는 "사이키")를 여러 명과 함께 발간했다. 그는 850자의 기본 어휘로만 이루어진 영어의 통제된 형태인 쉬운 영어를 제안하여 국제 공용어처럼 사용되도록 하기를 원했으며, 관련 기관을 설립하여 여러 책들을 쉬운 영어로 바꾸어 출판했다. 오그던은 1957년 런던에서 67세의 나이로 사망했다.